# アレクサンダー・ドライショク
アレクサンダー・ドライショク（Alexander Dreyschock, 1818年10月15日 - 1869年4月1日）はボヘミア出身のピアニスト・作曲家。
オーストリア帝国（現在のチェコ）のジャーキ（Žáky）に生まれ、8歳で楽才を見出される。14歳でプラハに出てヤン・ヴァーツラフ・トマーシェクにピアノと作曲を師事。1838年の12月に職業演奏家として最初の演奏旅行に出て、ドイツの北部・中部の諸都市で演奏を行なった。
その後1840年から1842年までロシアを、1843年の春にはパリを、1846年にはロンドンやオランダ、オーストリア、ハンガリーを、1849年にはデンマークとスウェーデンを訪れた。3度音程や6度、オクターブなどの演奏により、行く先々で大旋風を捲き起こし、1843年のパリ・デビューでは左手だけで楽曲の演奏も披露した。ドライショクの左手は有名であり、その最も有名な技巧がかった離れ業は、ショパンの《革命のエチュード》の左手を、オクターブの連続で弾きこなすというものだった。当時の目撃者によると、ドライショクはそれを本来のテンポで演奏したといい、しかもこの曲をどのプログラムにも入れていた。
1862年に、アントン・ルビンシテインに招かれて、新設されたペテルブルク音楽院の教員に加わった。また、ロシア宮廷ピアニストや、帝国オペラ学校の校長にも任命されている。ドライショクは6年にわたって二足の草鞋を履き続けたが、健康はその間ロシアの気候に悩まされるようになっていた。1868年にイタリアに転地したものの、翌年結核によりヴェネツィアで生涯を閉じた。50歳であった。遺族の要請によって遺体はプラハに葬られた。